# Andy Rautins
Andrew Jay Rautins, detto Andy (Syracuse, 2 novembre 1986), è un ex cestista e dirigente sportivo canadese, figlio di Leo Rautins.

## Carriera
Cresciuto prima all'high school di Jamesville-Dewitt e poi all'Università di Syracuse, nell'estate del 2010 è scelto al numero 8 nel secondo giro del Draft dai New York Knicks, con i quali esordisce in NBA nel novembre dello stesso anno.
A dicembre, in seguito a una trade con i Dallas Mavericks, si trasferisce all'Alicante in ACB giocando 18 partite alla media di 7 punti e con il 35% al tiro.
Nel settembre del 2012 gli Oklahoma City Thunder lo riportano in NBA, salvo poi cederlo in D-League con i Tulsa 66ers, dove gioca 29,4 minuti di media con 13,3 punti, 2,7 rimbalzi e 2,4 assist di media.
Nella stagione 2013-14 gioca in Germania con gli Skyliners di Francoforte dove mette a segno 17,6 punti (43,8% al tiro) con 4,3 rimbalzi e 3,6 assist di media.
Il 23 agosto 2014 firma un contratto annuale con la Pallacanestro Varese.
Dal 2005 è anche nel giro della nazionale canadese.

## Palmarès
- Campionato greco: 1

Panathīnaïkos: 2019-20